# Crimée (stanice metra v Paříži)
Crimée je nepřestupní stanice pařížského metra na lince 7 v 19. obvodu v Paříži. Nachází se pod Avenue de Flandre, pod kterou vede linka metra, u křižovatky s ulicí Rue de Crimée.

## Historie
Stanice byla otevřena 5. listopadu 1910 při zprovoznění prvního úseku linky mezi stanicemi Opéra a Porte de la Villette.

## Název
Jméno stanice je odvozeno od názvu ulice Rue de Crimée. La Crimée je francouzský název poloostrova Krym a upomíná na Krymskou válku (1855–1856).

## Zajímavosti v okolí
- Bassin de la Villette – vodní kanál
- Canal de l'Ourcq – vodní kanál